# Andrea Benvenuti
Pour les articles homonymes, voir Benvenuti.
Andrea Benvenuti (né le 13 décembre 1969 à Negrar) est un athlète italien spécialiste du 800 mètres. 

## Biographie

### Palmarès
| Date | Compétition                | Lieu      | Résultat | Performance   |
| ---- | -------------------------- | --------- | -------- | ------------- |
| 1992 | Jeux olympiques            | Barcelone | 5e       | 1 min 45 s 23 |
| 1992 | Finale du Grand Prix IAAF  | Turin     | 1er      | 1 min 45 s 61 |
| 1992 | Coupe du monde des nations | La Havane | 3e       | 1 min 46 s 53 |
| 1994 | Championnats d'Europe      | Helsinki  | 1er      | 1 min 46 s 12 |

### Records
| Épreuve      | Performance   | Lieu   | Date              |
| ------------ | ------------- | ------ | ----------------- |
| 800 mètres   | 1 min 43 s 92 | Monaco | 11 août 1992      |
| 1 000 mètres | 2 min 15 s 76 | Nuoro  | 12 septembre 1992 |